# ألسدير أوركهارت
ألسدير أوركهارت (بالإنجليزية: Alasdair Urquhart)‏ هو رياضياتي وفيلسوف بريطاني، ولد في 20 ديسمبر 1945.